# Camponotus haereticus
Camponotus haereticus é uma espécie de inseto do gênero Camponotus, pertencente à família Formicidae.